# Grupo 2 Homicidios
Grupo 2 Homicidios fue una serie de televisión española, de docuficción, creada y dirigida por Roberto Roldán y producida por Factoría Plural (HENNEO) para Aragón TV —primero— y Cuatro —después—. Se estrenó el 28 de diciembre de 2016 y finalizó el 20 de octubre de 2017.

## Argumento
El Grupo 2 Homicidios fue uno de los cinco grupos del Cuerpo Nacional de Policía especializados en homicidios que existieron en España durante los años 1980 y 1990. Estuvo activo desde 1982 hasta 2002 y su sede se situó en la Jefatura Superior de Policía de Aragón, en Zaragoza, siendo su jurisdicción la comunidad aragonesa y áreas colindantes. Fue dirigido por el inspector jefe Jesús Junquera (hasta su jubilación en 1995) y contó con más de 20 hombres y mujeres entre sus filas, como los inspectores Andrés Martín y Luis Arrufat (este último sustituyó a Junquera como jefe de Grupo en 1995). A lo largo de sus 20 años de servicio, el Grupo 2 se encargó de más de 200 casos que conmocionaron a la sociedad de entonces, con un resultado de resolución del 90%; algunos de ellos en otros rincones del país porque solicitaban su ayuda asiduamente.
La serie, basándose en hechos reales, refleja algunos de los casos más destacados que resolvió esta unidad mediante la docuficción: mezcla la recreación ficticia de esos hechos con la exposición de los mismos a través de testimonios reales de los implicados (investigadores del Grupo 2, familiares de las víctimas, abogados acusadores y defensores y jueces instructores).

## Producción y emisión
Roberto Roldán tuvo la idea de crear una serie basada en la historia del Grupo 2 Homicidios. La Corporación Aragonesa de Radio y Televisión (CARTV) se entusiasmó con la idea y encargó a Factoría Plural una episodio piloto de 100 minutos de duración. Dicha telepelícula fue rodada durante el otoño de 2016, finalizando el 5 de diciembre de ese mismo año. El 28 de diciembre de 2016 fue emitida en Aragón Televisión, con un notable éxito de audiencia y muy buena acogida en las redes sociales.
Mediaset España se vio atraída por el éxito del formato y le compró los derechos a Factoría Plural, encargándole una primera temporada de 6 episodios de 1 hora de duración. Dicha temporada fue rodada desde abril hasta julio de 2017. El 14 de septiembre de 2017 se estrenó una primera temporada en Cuatro. Su estreno fue un fracaso, pero tuvo muy buena acogida en las redes sociales. Tras unos datos de audiencia exiguos, la serie finalizó su andadura el 20 de octubre de 2017.

## Reparto
Información proveniente de sus páginas web oficiales en Aragón TV y Cuatro.
Los personajes se basan en los auténticos implicados, pero con nombres ficticios en la mayoría de casos.

### Reparto principal
- Jorge Usón - Inspector Alberto Campo, del Grupo 2 Homicidios (episodios piloto y 1 a 5))
- Rubén Martínez - Inspector (o inspector jefe) Miguel Barea «Padre Miguel», del Grupo 2 Homicidios
- Mónica Callejo - Inspectora Silvia Castro, del Grupo 2 Homicidios
- Javier Guzmán - Inspector Carmelo, del Grupo 2 Homicidios
- Jorge Alonso - Inspector Maximiliano «Maxi» Torres, del Grupo 2 Homicidios
- Néstor Arnas - Inspector Tomás, del Grupo 2 Homicidios
- Colaboración especial: Gabriel Latorre - Inspector jefe (o inspector jubilado) Ramón Echevarría, del Grupo 2 Homicidios (episodios piloto y 1 a 5)

### Reparto episódico
- Ibone Becana - Carlota Sánchez Romeo, estudiante y víctima de la Universidad Laboral (†) (episodio piloto)
- Jaime García Machín - José Antonio García, asesino de Carmen (episodio piloto)
- Laura Contreras - Antonia Torres Sánchez, joven embarazada y víctima de Caspe (†) (episodio 1)
- Alejandro Martínez - Fermín Cobos, exnovio y asesino de Manuela (episodio 1)
- María José Moreno - Rosario, madre de Fermín (episodio 1)
- Asunción Trallero - Manuela Sánchez Expósito, madre de Antonia (episodio 1)
- José Dault - Jorge Colomar, detective privado (episodio 1)
- Natalia G. Santamaría - Olga, amiga de Antonia (episodio 1)
- Nati Magallón - Madre de Olga (episodio 1)
- Irene Alquézar - Brioa, vidente (episodio 1)
- Ana García Arnáiz - María Teresa «Maite» Sastre «Lady Halcón», cebeísta, esposa de Emilio y víctima del Picarral (†) (episodio 2)
- Alfredo Abadía - Emilio González «Campillo», cebeísta, marido de Maite y víctima del Picarral (†) (episodio 2)
- Jano Sanvicente - Eduardo Pellicer Solana «Riglos», cebeísta y asesino de Emilio y Maite (†) (episodio 2)
- Raúl Sanz - Inspector Beltrán Téllez (episodio 2)
- Javier Aranda - Juan, médico forense (episodios 2, 3 y 5)
- Minerva Arbués - Elisa Pellicer Solana, hermana de Riglos (episodio 2)
- Amparo Nogués - Madre de Riglos y Elisa (episodio 2)
- Vicente Velázquez - Testigo del crimen (1) (episodio 2)
- Ana Esteban - Testigo del crimen (2) y hermana del otro testigo (episodio 2)
- Laura Tejero - Amiga y vecina de las víctimas (episodio 2)
- Manuel López-Vigo - Vecino de las víctimas (episodio 2)
- Hernán Romero - Neón, cebeísta (episodio 2)
- Elena Gómez - Andrómeda, cebeísta (episodio 2)
- Mariles Gil - Marlene, cebeísta (episodio 2)
- Juan Antonio Vendada - Guardia civil (1) (episodio 2)
- Manuel Cavero - Guardia civil (2) (episodio 2)
- Rodrigo García - Guardia Civil de Canfranc (episodio 2)
- Marissa Nolla - Mercedes Díaz de Landázuri, jubilada y víctima de San Miguel (†) (episodio 3)
- Raúl Ferrando - Vicente Pinto Jiménez «Popeye», asesino de Mercedes (episodio 3)
- Domingo Cruz - Jaime, hijo de Mercedes (episodio 3)
- Encarni Corrales - María del Sol «Marisol», hija de Mercedes (episodio 3)
- Vicky Tafalla - Agustina «Tina» Clemente Piedrafita, camarera, amiga de Popeye y deudora de Waldo (episodio 3)
- Antonio Magén - César Sebastián, inspector de robos (episodio 3)
- Enrique Escobedo - Portero de viviendas (episodio 3)
- Javier Harguindey - Waldo, hostelero, acreedor de Tina y deudor de Moussa (episodio 3)
- Pepe Gros - Tipejo (episodio 3)
- Camino Miñana - Luisa, camarera (episodio 3)
- Marius Makon - Ibrahima Gneani, antiguo vecino de Moussa (episodio 3)
- Felicidad Galindo - Vecina de Mercedes (episodio 3)
- Rufino Rodenas - Propietario de la casa de empeños (episodio 3)
- Pablo Juan Gimeno Sáez - Daniel Pérez Calvo, periodista (episodio 3)
- Mariana Cordero - Piedad Fernández, viuda y víctima de Pignatelli (†) (episodio 4)
- Jordi Millán - Álvaro García González «el buen samaritano», asesino de Piedad (episodio 4)
- Carlos Moreu - Julián Gómez, hijastro de Piedad (episodio 4)
- Inma Oliver - Valentina González, madre de Álvaro, vecina de Piedad y vendedora de claveles (episodio 4)
- Alba García - Montserrat «Montse» Rodríguez, novia de Álvaro (episodio 4)
- José Luis Alcobendas - José, médico forense (episodio 4)
- Toño L'Hotellerie - Samuel, policía nacional (episodio 4)
- Rafa Cadena - Lorenzo, propietario de la tienda de "compro oro" (episodio 4)
- Felipe Torres - Cerrajero (episodio 4)
- Jorge Doménech - Magistrado (episodio 4)
- Isabel Ciria - Sara, vecina de Piedad y víctima de robo (episodio 4)
- Guillermo Neri Villalta - Gabino Gutiérrez, vecino de Piedad y ladrón (episodio 4)
- Víctor Mendoza - Javier Pastor, patrón, marido de Paqui, padre de Sara, cuñado de Fernando y víctima de la pensión (†) (episodio 5)
- Carmen Gutiérrez - Francisca «Paqui»/«Paca» Aguilar Muñoz, patrona, esposa y asesina de Javier, madre de Sara y hermana de Fernando (episodio 5)
- Óscar Zautúa - Fernando Aguilar Muñoz, extaxista, hermano de Paqui, cuñado y asesino de Javier y tío de Sara (episodio 5)
- Berta Sánchez - Sara Pastor Aguilar, hija de Javier y Paqui y sobrina de Fernando (episodio 5)
- Iñaki Guevara - Ángel, jefe de sala (episodio 5)
- Rosa Lasierra - Vecina de abajo (episodio 5)
- Carlota Callén - Clotilde «Señorita Dolores de Sade», meretriz y exhuésped (episodio 5)
- Xoel Fernández - Santiago Rivadulla «Gallego», traficante de drogas y exhuésped (episodio 5)
- Francho Aijón - Pedro, policía nacional (episodio 5)
- Rodrigo Moreno - Arturo, policía nacional (episodio 5)
- Blanca Carvajal - Vecina del primero (episodio 5)
- Alfonso Densentre - Vecino del entresuelo (episodio 5)
- Inma Chopo - Mujer curiosa (episodio 5)
- Emilio Laguna - Juez instructor del caso (episodio 5)
- Adriana García - Chica del bingo (episodio 5)
- Javier Franco - Iñaki Elizalde, fugitivo y exhuésped (episodio 5)
- Javier Godino - Enrique Castro «Quini», jugador del F.C. Barcelona y rehén (episodio 6)
- Gonzalo Bouza - Adolfo Carracedo, secuestrador de Quini (episodio 6)
- Pepe Lorente - David Galindo Rodre, secuestrador de Quini (episodio 6)
- Jorge Aznar - Eugenio Briones Sainz, secuestrador de Quini (episodio 6)
- Carmen Barrantes - María de las Nieves «Mari Nieves» Fernández, esposa de Quini (episodio 6)
- Javier Abad - José Ramón Alexanco, jugador del F.C. Barcelona y amigo de Quini (episodio 6)
- Quim Ramos - Inspector jefe Luis Ortega, de la Jefatura Superior de Policía de Aragón (episodio 6)
- Mikel Tello - Inspector jefe Álvarez «el Cerebro», del Grupo de Atracos de Barcelona (episodio 6)
- Manuel Toro - Inspector Manuel «Manolo» Barriuso, del Grupo de Atracos de Barcelona (episodio 6)
- Jordi Llordella - Inspector Juan Martínez, del Grupo de Atracos de Barcelona (episodio 6)
- Almagro San Miguel - Inspector Jorge de Haro, del Grupo de Atracos de Barcelona (episodio 6)
- Pablo Lagartos - Inspector Trapote, del Grupo de Atracos de Barcelona (episodio 6)
- Eva Magaña - Inspectora Santana, del Grupo de Atracos de Barcelona (episodio 6)
- Fran Martínez - Aviador (episodio 6)
- Óscar Castro - Camarero (episodio 6)

## Episodios y audiencias
| Temporada | Temporada | Episodios | Estreno                  | Final                   | Audiencia media | Audiencia media | Audiencia media |
| Temporada | Temporada | Episodios | Estreno                  | Final                   | Espectadores    | Cuota           |                 |
| --------- | --------- | --------- | ------------------------ | ----------------------- | --------------- | --------------- | --------------- |
|           | Piloto    | Piloto    | 28 de diciembre de 2016  | 28 de diciembre de 2016 | 138 000         | 22,6 %          |                 |
|           | 1         | 6         | 14 de septiembre de 2017 | 20 de octubre de 2017   | 511 000         | 4,3 %           |                 |
| Total     | Total     | 7         | 2016                     | 2017                    | 458 000         | 6,9 %           |                 |

### Episodio piloto: 2016
| Episodio | Título                    | Fecha de emisión                               | Hora  | Espectadores | Cuota  |
| -------- | ------------------------- | ---------------------------------------------- | ----- | ------------ | ------ |
| piloto   | «El crimen de la Laboral» | miércoles, 28 de diciembre de 2016 (Aragón TV) | 21:30 | 138 000      | 22,6 % |

### Temporada única: 2017
| Episodio | Título                               | Fecha de emisión                          | Hora  | Espectadores | Cuota |
| -------- | ------------------------------------ | ----------------------------------------- | ----- | ------------ | ----- |
| 1        | «El crimen de Caspe»                 | jueves, 14 de septiembre de 2017 (Cuatro) | 22:45 | 883 000      | 5,5 % |
| 2        | «El asesinato de Lady Halcón»        | jueves, 21 de septiembre de 2017 (Cuatro) | 22:45 | 506 000      | 3,7 % |
| 3        | «Premonición»                        | jueves, 28 de septiembre de 2017 (Cuatro) | 22:45 | 590 000      | 4 %   |
| 4        | «El buen samaritano»                 | jueves, 5 de octubre de 2017 (Cuatro)     | 22:45 | 503 000      | 3,5 % |
| 5        | «El crimen de la pensión»            | viernes, 13 de octubre de 2017 (Cuatro)   | 00:45 | 227 000      | 4,4 % |
| 6        | «Quini, la historia de un secuestro» | viernes, 20 de octubre de 2017 (Cuatro)   | 00:00 | 359 000      | 4,6 % |

- También se emitió en Be Mad, donde se repusieron los episodios 1 (miércoles, 20 de septiembre de 2017; 22:45) y 2 (miércoles, 4 de octubre de 2017; 22:45).

## Premios
Premios Simón
| Año  | Categoría            | Candidata        | Capítulo                  | Resultado |
| ---- | -------------------- | ---------------- | ------------------------- | --------- |
| 2017 | Mejor interpretación | Carmen Gutiérrez | «El crimen de la pensión» | Ganadora  |